# 江洪
江洪（1967年6月19日—），上海人，是已经退役的中国足球守门员，曾经多次入选国家队，但都无法牢牢占据主力位置，从来没有代表中国队打过正式比赛。
江洪、江津兄弟少年时曾是八一体工大队足球青训“1316工程”成员。
1994年，江洪在八一队效力了13年后，来到深圳队，1996年深圳队降级，江洪在海埂高原留下的两行英雄泪，打动不少球迷。
后来，随着年龄的增大他的竞技状态出現下滑。他1999年转会青岛海牛，2000年转会陕西国力，2002年一度退役，2003年复出，直至2004年陕西国力被取消注册资格，繼而正式退役。
2012年，江洪回到陕西加盟以陕西全运队为主体的陕西老城根担任领队，2016年3月30日出任新成立的陕西长安竞技足球俱乐部领队，现任陕西长安竞技俱乐部副总经理。

## 个人
江洪和同时期入选国家队且位居主力国门的弟弟江津在中国足坛曾是一时的佳话。